# Калвари (Џорџија)
Калвари (енгл. Calvary) насељено је место без административног статуса у америчкој савезној држави Џорџија.

## Демографија
По попису из 2010. године број становника је 161.
| Група             | 2000.    | 2010.       |
| Белци             | 0 (0,0%) | 123 (76,4%) |
| Афроамериканци    | 0 (0,0%) | 14 (8,7%)   |
| Азијати           | 0 (0,0%) | 0 (0,0%)    |
| Хиспаноамериканци | 0 (0,0%) | 21 (13,0%)  |
| Укупно            | 0        | 161         |